# اتحاد الديمقراطيين من أجل الجمهورية
اتحاد الديمقراطيين من أجل الجمهورية (بالفرنسية: Union des démocrates pour la République) هو حزب سياسي فرنسي، أسس في 1968، وحل في 1976، يقع مقره في Rue de Lille (Paris) ‏، ومن مؤسسيه شارل ديغول.

## أعضاء بارزون
- كود سباركل
- تحديث القائمة

- شارل ديغول
- نيكولا ساركوزي
- جاك شيراك (1971 - 1976)
- جورج بومبيدو (1968 - 1974)
- ميشال دوبريه
- بيير مسمر
- جاك شابان دلماس
- Maurice Couve de Murville
- مارسيل داسو (1968 - 1978)
- إدغار فور